# فيكتور ميلس
فيكتور ميلس (بالإنجليزية: Victor Mills)‏ (و. 1897 – 1997 م) هو كيميائي، ومخترِع، ومهندس أمريكي، ولد في ميلفورد، نبراسكا، توفي في توسان، أريزونا، عن عمر يناهز 100 عاماً.

## التعليم
تعلم في جامعة واشنطن.

## جوائز
حصل على جوائز منها:
- IRI Achievement Award [الإنجليزية]‏ (1992).